# هارمانلی
هارمانلی شهری در استان خاسکوو کشور بلغارستان است که جمعیت آن در سال ۲۰۰۱ میلادی ۱۹٬۹۲۷ نفر بوده‌است.